# 桂林兴安通用机场
桂林兴安通用机场位于广西壮族自治区桂林市兴安县溶江镇白竹铺，是广西第一座通用机场，总投资约19.34亿美元，于2013年9月29日开工建设，预计2年建成。